# Stazione di Montecatini Terme-Monsummano
La stazione di Montecatini Terme-Monsummano è una stazione ferroviaria posta sulla linea ferroviaria Viareggio-Firenze. Rappresenta l'ultima fase dello sviluppo dell'organismo urbano della città termale, realizzato in epoca fascista.

## Storia
Il progetto curato dall'ingegnere Angiolo Mazzoni, capo ufficio tecnico dell'Azienda autonoma delle Ferrovie dello Stato, venne originariamente elaborato in tre versioni. Del resto Montecatini Terme fin dall'Ottocento venne progressivamente dotandosi di appropriati servizi pubblici per accogliere i sempre più numerosi visitatori delle moderne ed efficienti attrezzature di cura termale, affermate anche in campo internazionale.
La stazione venne attivata il 4 agosto 1937 ed inaugurata "in una fulgida festa di sole, in un tripudio di bandiere" dal ministro Benni insieme al Prefetto di Pistoia e ad altre personalità cittadine e dell'amministrazione ferroviaria.
All'epoca della costruzione, la stampa si profuse in descrizioni ed apprezzamenti dell'edificio, il cui valore architettonico è stato sottolineato di recente grazie al recupero e alla valorizzazione dell'intera opera mazzoniana.
Dalle cronache dell'epoca si apprende che la summa decorativa si esprimeva nell'ufficio del capostazione, dove "una grande tarsia progettata dal pittore Mazzei ed eseguita dagli artigiani pistoiesi campeggia dietro la scrivania", affiancata dai due busti del Re e del Duce fusi in bronzo dal fiorentino Gronchi con "una severità di concezione ed una robustezza di esecuzione notevolissime".
La consueta, estrema cura dei particolari che caratterizza le opere mazzoniane e il raffinato design degli accessori si rivelano pienamente anche nella stazione di Montecatini Terme: ne sono un esempio gli orologi in ottone agganciati a bandiera sui pilastri rettangolari che sostengono la pensilina del II binario, anch'essa rivestita nell'intradosso in tesserine vetrose color biege, e le fontanelle, le sedute, i porta fiori che, inseriti e quasi dissimulati fra i pilastri, arredano il marciapiede stesso.

## Strutture e impianti

### Architettura

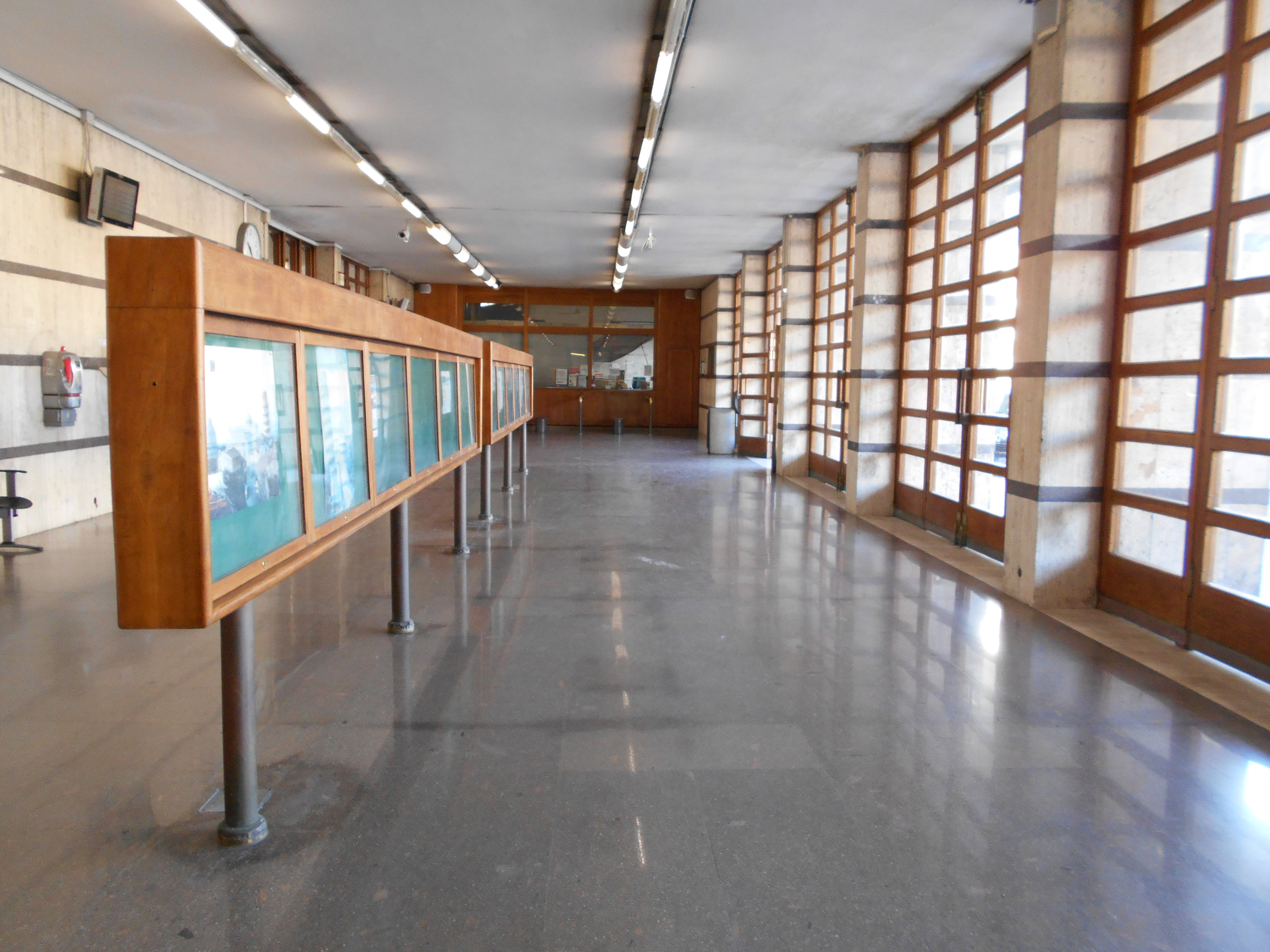
Il salone della biglietteria

Il rivestimento esterno è realizzato a bugne in travertino di Monsummano con strisce di porfido violaceo di Predazzo e con pietra della grotta Maona.
L'edificio è preceduto da un vasto piazzale, adibito a parcheggio, la cui sistemazione fu progettata dallo stesso Mazzoni con una fontana posta in senso trasversale all'edificio e con lampioni appositamente disegnati, costituiti da un palo piatto incurvato in alto rivestito di tessere di ceramica color pervinca (alcuni resti si trovano, ormai in disuso, presso l'ex scalo merci).
Di impianto longitudinale, l'edificio della stazione presenta una volumetria compatta, caratterizzata da una lunga tettoia con testate semicircolari sotto la quale si aprono gli ingressi agli ambienti interni. La torre dell'orologio, di forma pentagonale, già simbolicamente sottolineata dalla presenza del fascio littorio, separa il lato arrivi (sulla sinistra) dal lato partenze, a destra, al quale si innesta, arretrata sul fondo, la palazzina a tre piani dei servizi tecnici.
Un marciapiede in travertino corre lungo l'intero perimetro del fabbricato, interamente rivestito di lastre degli stessi materiali pregiati della stazione.
Dalla parte del lato arrivi la parte terminale della ampia tettoia, rivestita nell'intradosso di tessere ceramiche color crema, è sostenuta da un grosso pilastro circolare.
A destra della torre dell'orologio si aprono invece gli ingressi al fabbricato viaggiatori, con i grandi infissi originali in legno e vetro incassati fra profondi pilastri rettangolari.
Il salone delle partenze, dove si apre la vetrata del bar e si dispongono la biglietteria sul fondo, l'edicola a lato del passaggio verso i binari (adesso posizionata all'interno della torre, al piano terra) e l'ex sala di attesa per gli arrivi, conserva il rivestimento parietale in travertino con fasce orizzontali in porfido violaceo e il bancone della biglietteria originale in rovere biondo con innesti in ottone, ma ha perduto il mobile centrale.
Uscendo sul marciapiede dei binari si trovano i due accessi simmetrici al sottopassaggio, che conserva il pavimento in lastroni di granito e il rivestimento parietale in tesserine vetrose azzurro chiaro; gli scalini in granito, con l'alzata in tesserine vetrose, sono accompagnati da un corrimano in ottone, mentre l'illuminazione è ancora fornita dalle lampade al neon.
Il settore più prossimo alla torre è chiuso dalla ex sala reale, in seguito riqualificata e destinata ad incontri e conferenze. Sono ancora in sito i grandi infissi in legno e vetro che chiudono gli ingressi, e la sala conserva il totale rivestimento parietale in lastre in granito rosa del Trentino e la pavimentazione in lastroni di granito nero; i divanetti in legno e pelle verde e un tavolo in legno con zoccolino di base in ottone hanno sostituito gli arredi originali, disegnati come di consueto dal Mazzoni, costituiti da "sedili di porfido addolciti da parziali imbottiture di cuoio" (idem) e da un tavolo centrale di monzonite di Trento, che caratterizzavano l'ambiente come un insieme "severo, che riceve vivacità e gentilezza da un unico oggetto decorativo: un magnifico lampadario aderente al soffitto, costituito da una grossa striscia di ottone, dalla quale nascono leggerissime foglie di vetro veneziano".
Sul fondo del fabbricato viaggiatori, la palazzina destinata agli uffici, ai servizi tecnici e agli alloggi, è caratterizzata da due diversi rivestimenti dei prospetti: in travertino con fasce di porfido violaceo verso i binari, in bugne di pietra grigia della grotta della Maona, con finestre quadrate incorniciate in massello di marmo bianco, sul prospetto verso il piazzale esterno.
Secondo il giudizio dell'epoca, "tale fabbricato è forse la parte più geniale della nuova stazione di Montecatini, nel senso che il razionalismo tecnico, indispensabile nell'edificio viaggiatori, è qui meno rigido. Là è la macchina che si impone, qui è l'ispirazione che detta. Il giallo-sole del travertino cede il posto all'ombra fresca della pietra di grotta (...)".
Lo stesso rivestimento in piccole bugne di pietra grigia viene ripetuto sul corpo isolato sulla sinistra del lato arrivi, notevolmente distaccato rispetto al fabbricato della stazione ed adibito a magazzino merci.
Lungo il marciapiede del I binario, pavimentato in lastre di travertino, si allineano i diversi servizi di stazione: l'ex-sala di attesa di prima classe presenta la particolarità della parete di fondo semicircolare raccordata al soffitto "che curva sulla testa del visitatore come metà di una volta" (idem); la sala conserva la pavimentazione in tesserine ceramiche rosso cupo, il muretto in elevazione al centro anch'esso rivestito con le medesime tesserine ed utilizzabile come poggia-bagagli, le sedute continue in legno perimetrali, ma è attualmente smantellato il rivestimento parietale in mosaico rosso cupo tagliato da tre strisce contenenti gli apparecchi luminosi, che caratterizzavano la sala come un "piccolo capolavoro di bizzarria" (idem; una foto della sistemazione originaria è pubbl. in Forti 1978).
Seguono la ex sala di attesa di seconda classe - dove rimangono la pavimentazione in mosaico beige e il lungo tavolo rettangolare in legno con supporti in ottone fissato verso la parete di fondo - e il salone del bar-ristoratore -con la parete vetrata verso il marciapiede sottolineata da un davanzale in massello di porfido.
Il bar ha completamente perduto i materiali di finitura e gli arredi originari (una foto d'epoca dell'interno è pubblicata in Forti 1978), sistemati in modo che al suo banco "doppio" potessero affluire i viaggiatori in partenza e quelli in arrivo (cfr. "Il Nuovo Giornale", 3 agosto 1937).
Dopo il bar, l'avancorpo semicircolare vetrato della cabina di controllo - che conserva all'interno la pavimentazione e il rivestimento parietale in tessere ceramiche color verde - separa il fabbricato viaggiatori dalla palazzina per i servizi tecnici i cui uffici, aperti sul marciapiede, conservano in alcuni casi le pavimentazioni originali e gli arredi mobili disegnati dal Mazzoni, anche se presumibilmente variati nella disposizione.

## Movimento
La stazione è servita dal 2004 dalle relazioni regionali Trenitalia svolte nell'ambito del contratto di servizio stipulato con la Regione Toscana denominato anche "Memorario".
Al 2007, la stazione risultava frequentata da un traffico giornaliero di più di 1.200 persone.

## Servizi
La stazione dispone di:
- Biglietteria a sportello
- Biglietteria automatica
- Sala d'attesa
- Servizi igienici
- Bar

## Interscambi
La stazione offre i seguenti interscambi:
- Fermata autobus